# (18285) Vladplatonov
(18285) Vladplatonov est un astéroïde de la ceinture principale.

## Description
(18285) Vladplatonov est un astéroïde de la ceinture principale. Il fut découvert le 14 avril 1972 à Naoutchnyï par Lioudmila Tchernykh. Il présente une orbite caractérisée par un demi-grand axe de 2,67 UA, une excentricité de 0,13 et une inclinaison de 12,4° par rapport à l'écliptique.

## Compléments